# 姉SUMMER!
『姉SUMMER!』（ねぇさまー！）は、アダルトゲームブランドであるあるてみす。が2008年8月15日にメロンブックス専売にて発売した18禁恋愛アドベンチャーゲームである。初回特典はすめらぎ琥珀と天姫あめによる書き下ろしSS付小冊子。
題名は、ヒロインのキャラ属性である姉（姉ゲー）と舞台となる季節の夏からきている。2009年に、続編『姉SUMMER!2』が発売された。

## ストーリー
山内祐太は、一目惚れした美少女・梶陽子と同じ大学を目指すことにしたが、落ちこぼれ気味の祐太の学力では合格するのが難しい。そこで、夏休みを利用して頭の良い従姉の東出圭に勉強を教えてもらうことにする。

## 登場キャラクター

### メインキャラクター
山内 祐太（やまうち ゆうた）
本作の主人公。落ちこぼれ気味の高校生。顔はそれなりにイケている方で、年上に甘えるのが得意。
想いを寄せる陽子と同じ大学に進学しようとするが勉強が手につかず、母親の提案で苦手意識のあった従姉の圭に助けを求めることにした。
東出 圭（ひがしで けい）
声 - 水瀬沙季
本作のヒロイン。祐太の従姉。
ツリ気味の切れ長の目が特徴の美女。長身かつ華奢な体形をしており、プロポーションも抜群。才色兼備で、何事にも厳しく怒ると罵倒や暴力に走るが、祐太に甘えられると要求に応えてくれる優しい一面もある。好物はお酒で、特にワインが好き。趣味は、将棋。特技は、英語。また、左右対称な名前は意図してつけられている。
梶 陽子（かじ ようこ）
声 - 羽里さつき（OVA）
祐太が一目惚れした美少女。彼曰く「サクラの精」。頭が良いらしく、日本有数の大学に行く予定らしい。祐太とは、中学時代の同級生。

## スタッフ
- 原画：すめらぎ琥珀
- シナリオ：天姫あめ、あんくるぼーい、りりあん嬢

## 主題歌
「Only」
作詞：林宏次 / 作曲：six-notos / ボーカル：mayu-co